# Durban Street Circuit
Durban Street Circuit is een stratencircuit in Durban, Zuid-Afrika. Tussen 2005 en 2008 organiseerde het circuit elk jaar de Zuid-Afrikaanse ronde van de A1GP. Vanaf 2010 zal het circuit weer gebruikt worden voor een ronde van het nieuwe WK GT1.

## Resultaten

### A1GP
| Seizoen   | Winnaar sprintrace | Winnaar hoofdrace |
| --------- | ------------------ | ----------------- |
| 2005-2006 | Alexandre Prémat   | Jos Verstappen    |
| 2006-2007 | Nico Hülkenberg    | Nico Hülkenberg   |
| 2007-2008 | Robert Wickens     | Neel Jani         |